# Wilhelm Dobosz
Wilhelm Dobosz (ur. 9 października 1890 w Żywcu, zm. 26 grudnia 1969) – podpułkownik Wojska Polskiego, uczestnik I wojny światowej i wojny polsko-bolszewickiej.

## Życiorys
Urodził się w Żywcu w rodzinie rzemieślniczo-rolniczej. W 1905 roku ukończył powszechną szkołę ludową. Następnie uczył się w szkole realnej w Żywcu, a po zdobyciu matury w 1912 roku udał się na studia na Politechnice Lwowskiej.
W lipcu 1914 zgłosił się do 1 pułku Artylerii Fortecznej w Krakowie. Został przydzielony do Szkoły Oficerów Rezerwy. Po jej ukończeniu w stopniu podporucznika brał udział w walkach na frontach bałkańskim oraz włoskim. W 1918 roku awansowany do stopnia porucznika. 
Brał udział w rozbrajaniu Austriaków w Krakowie. W nowo tworzącym się Wojsku Polskim przydzielono mu zadanie organizowania artylerii. Następnie wysłany na Śląsk, gdzie wpierał znajdujące się tam wojska generała Hallera. Walczył także w wojnie polsko-bolszewickiej. W 1920 roku oficjalnie przyjęty do zawodowej służby w Wojsku Polskim, w 1921 zweryfikowany jako kapitan. Był dowódcą baterii w 1 pułku artylerii ciężkiej. Służył w pułku do 1938 roku, przez pewien czas pełniąc funkcję jego dowódcy. Podczas przewrotu majowego stanął po stronie przeciwników Piłsudskiego, co poskutkowało odsunięciem go od służby liniowej i spowolnieniem ścieżki awansu; stopień majora uzyskał w 1930 roku, a podpułkownika w 1938. W tym samym roku przeniesiony został w stan spoczynku.
W sierpniu 1939 zgłosił gotowość do podjęcia służby, nie otrzymał jednak przydziału. W latach okupacji pracował w fabryce papieru "Solali" w Żywcu. Jako były wojskowy znajdował się w sferze zainteresowań gestapo; był wzywany na przesłuchania. W ramach Saybuschaktion został wywłaszczony ze swojego domu w Żywcu. Utrzymywał kontakty z lokalnymi strukturami ZWZ-AK.
Według autorów Słownika Biograficznego Żywiecczyzny, Wilhelm Dobosz w czasie wycofywania się wojsk niemieckich z Żywca został powiadomiony przez służącego w Armii Krajowej Władysława Podkulskiego o zaminowaniu przez saperów centrum miasta. Dobosz wraz z Podkulskim mieli poprzez przecięcie przewodów minerskich uniemożliwić wykonanie rozkazu detonacji mającej zniszczyć historyczne centrum Żywca.
Po wojnie współorganizował żywiecką Spółdzielnię Rolniczo-Handlową "SCh". Dowodził pierwszym transportem osadników żywieckich na tak zwane "Ziemie Odzyskane". Zmarł 26 grudnia 1969 roku. Pochowany na cmentarzu Przemienienia Pańskiego w Żywcu.

## Odznaczenia
- Medal „Polska swemu Obrońcy” 1918- 1921
- Medal Dziesięciolecia Odzyskanej Niepodległości
- Brązowa Odznaka „Za Zasługi dla Spółdzielczości”[2].